# (400022) 2006 PE32
(400022) 2006 PE32 es un asteroide perteneciente al cinturón de asteroides, descubierto el 15 de agosto de 2006 por el equipo del Near Earth Asteroid Tracking desde el Observatorio del Monte Palomar, Estados Unidos.

## Designación y nombre
Designado provisionalmente como 2006 PE32.

## Características orbitales
2006 PE32 está situado a una distancia media del Sol de 2,555 ua, pudiendo alejarse hasta 2,870 ua y acercarse hasta 2,241 ua. Su excentricidad es 0,122 y la inclinación orbital 27,52 grados. Emplea 1492,56 días en completar una órbita alrededor del Sol.

## Características físicas
La magnitud absoluta de 2006 PE32 es 16,5. Tiene 1,932 km de diámetro y su albedo se estima en 0,172.